# 威廉·迪凡
威廉·喬瑟夫·迪凡（英語：William Joseph Devane，1939年9月5日—），美國男演員。知名於黃金時段肥皂劇《解開心結》（1983年至1993年）的格雷格·薩姆納（Greg Sumner）以及Fox電視劇《24反恐任務》（2001年至2010年）和《24反恐任務：再活一天》（2014年）的詹姆斯·海勒（James Heller）一角。電影界的知名作品如《大巧局》（1976年）、《霹靂鑽》（1976年）、《終極雷霆彈》（1977年）、（1999年）和《太空牛仔》（2000年）。

## 早期生活
威廉·迪凡1939年9月5日生於纽约州奥尔巴尼，父親喬瑟夫·迪凡（Joseph Devane）是富兰克林·D·罗斯福擔任紐約州州長時的司機。父親擁有愛爾蘭血統，母親擁有荷蘭和德國血統。迪凡1962年畢業於奧爾巴尼的菲利普舒勒高中（Philip Schuyler High School），之後畢業於紐約市的美國戲劇藝術學院。

## 個人生活
迪凡1961年與尤金妮（Eugenie）結婚。夫妻倆育有兩子；其中一子喬舒爾·迪凡（Joshua Devane）也是演員，而大兒子比爾·迪凡（Bill Devane）在一場悲慘的事故中去世。

## 外部連結
- 威廉·迪凡在互联网电影资料库（IMDb）上的資料（英文）
- 互聯網百老匯資料庫（IBDB）上威廉·迪凡的資料（英文）
- 互联网外百老汇数据库（IOBDB）上威廉·迪凡的資料（英文）